# Bombycilaena erecta
Bombycilaena erecta là một loài thực vật có hoa trong họ Cúc. Loài này được (L.) Smoljan. mô tả khoa học đầu tiên năm 1955.